# Martin Johansson (orienterare född 1964)
Martin Johansson, född 4 december 1964, är en svensk tidigare landslagsorienterare.
Martin Johansson var i början av 1990-talet en av världens bästa orienterare. Han blev VM-medaljör på kortdistans (motsvarande dagens medeldistans) vid två världsmästerskap i rad. I såväl tjeckoslovakiske Marienbad 1991 som i West Point, New York år 1993 blev det bronsmedaljer på kortdistansen.
År 1992 blev han bronsmedaljör i stafett vid nordiska mästerskapen i norska Rena och också tvåa i den sammanlagda världscupen, enbart besegrad av landsmannen Joakim Ingelsson. 
År 2025 kunde Johansson som stolt far följa sin son Anton Johansson bli bronsmedaljör på medeldistans vid världsmästerskapen i Kuopio, Finland.